# Bradley Orr
 Bradley Orr, né le 1er novembre 1982, est un footballeur anglais qui évoluait au poste de défenseur.

## Biographie
Orr commence sa carrière de football à Newcastle. Il est prêté durant l'année 2004 à Burnley.
Il n'arrive pas à s'y imposer et il décide de rejoindre Bristol City dans la même année. Très rapidement, il devient un des joueurs majeurs du club et il passe du poste de milieu de terrain défensif à celui de défenseur pendant la saison 2005-2006. Le 27 novembre, Bristol City décide de placer Orr sur la liste des transferts, car ce dernier refuse de prolonger son contrat. Cependant le 1er janvier, Bristol annonce que le joueur et le club ont trouvé un accord pour prolonger le contrat de Orr de deux ans et demi.
Bradley Orr rejoint les Queens Park Rangers le 26 juillet 2010. En janvier 2012, il s'engage en faveur des Blackburn Rovers.
Le 14 novembre 2012, il est prêté à Ipswich Town jusqu'au 26 janvier.
Le 2 septembre 2013 il est prêté à Blackpool pour la saison. 

## Palmarès
Queens Park Rangers
- Championship
  - Vainqueur : 2011